# منطقه بیکل
منطقه بیکل (به لاتین: Bicol Region) یک منطقهٔ مسکونی در فیلیپین است که در Luzon واقع شده‌است.